# Honorato de Sevilla

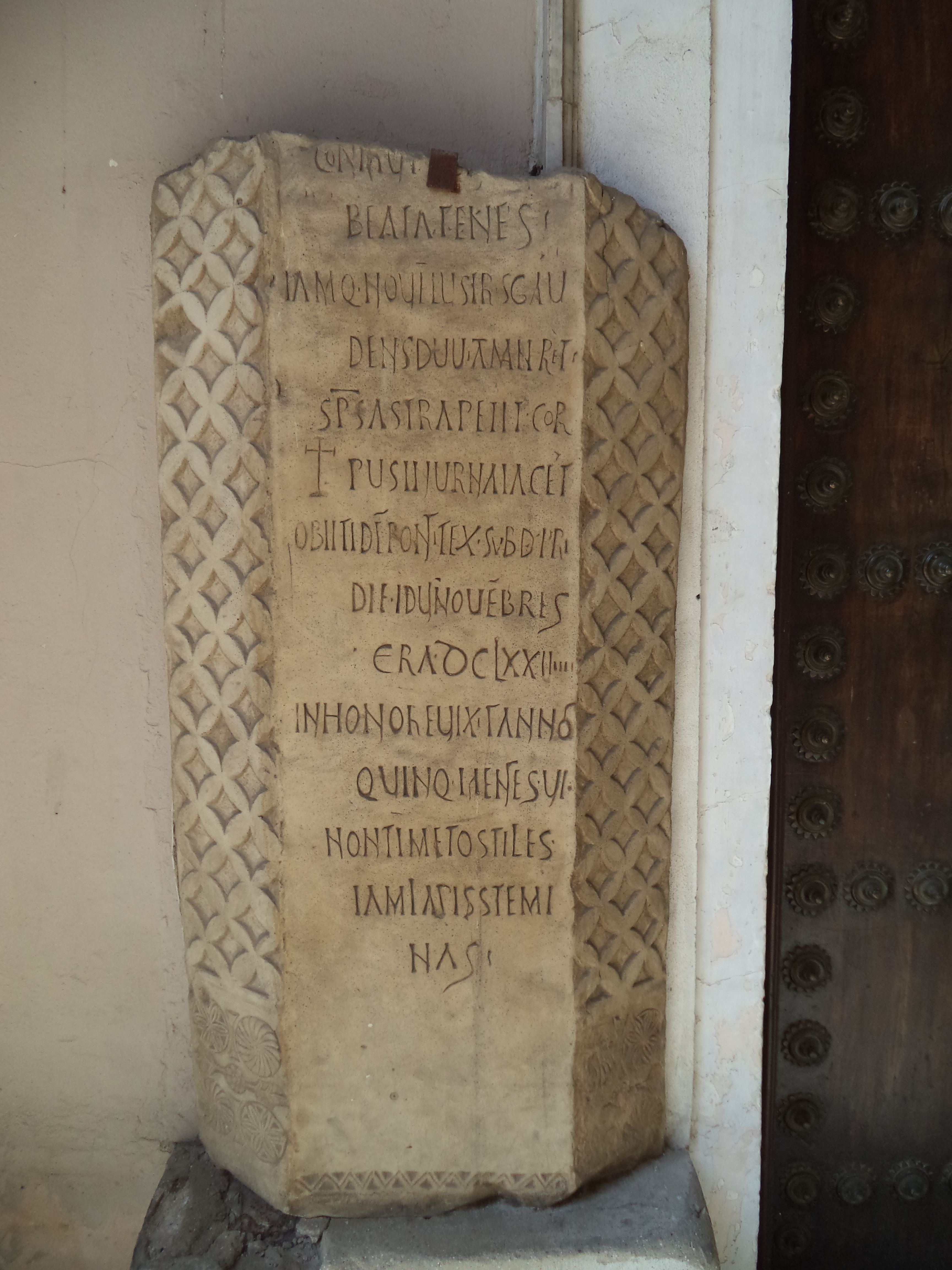
Lápida de Honorato en el patio de los Naranjos de la catedral de Sevilla.

Honorato (596-12 de noviembre de 641) fue un eclesiástico hispano, obispo metropolitano de Sevilla entre los años 636 y 641, contemporáneo de los reyes Chintila y Tulga.
Las únicas noticias históricas acerca de su persona son su confirmación en las actas del VI Concilio de Toledo celebrado el año 638 
y la interpretación epigráfica de dos lápidas: la de su sepultura, que incluye su epitafio, 
y otra que conmemora la fundación de una basílica erigida durante su episcopado en el municipio sevillano de Dos Hermanas; ambas lápidas se encuentran en la catedral de Sevilla.
A principios del siglo XVI el conocido falsario Jerónimo Román de la Higuera lo mencionó en sus cronicones como natural de Zaragoza y hermano del obispo Samuel Tajón, 
versión que más tarde repitieron numerosos autores ignorantes de la impostura.
| Predecesor: Isidoro | Obispo de Sevilla 12 de mayo de 636 – 12 de noviembre de 641 | Sucesor: Antonio |